# Martín de Pegli
Martín de Pegli (Rímini, siglo XIV-Génova, 1344) fue un religioso benedictino católico italiano. Es venerado como beato por la Iglesia católica y su memoria litúrgica se celebra el 8 de abril.

## Hagiografía
Martín Ansa nació en Rímini, Estados Pontificios, en el transcurso del siglo XIV. Los historiadores también sitúan su nacimiento en Ancona.
Era un militar, que según la tradición, en un momento de ira asesinó a un caballero con su espada. Asustado con su crimen, Martín huyó hasta Génova donde se alojó en el convento de los benedictinos de Capo Faro, en la República de Génova.
Se hizo benedictino y vivió en clausura con los monjes de Capo Faro, pero buscando expiar su crimen huyó del monasterio donde se alojaba y convirtió una cueva en su nuevo lugar de clausura, en la bahía de Castelluccio, en Pegli. Murió en Génova en 1344.

## Veneración
Se le proclamó patrón de Sarti Liguri, por el fervor que despertaba en los peregrinos que iban a visitar su tumba.